# Serraca contectaria
Serraca contectaria är en fjärilsart som beskrevs av Walker 1862. Serraca contectaria ingår i släktet Serraca och familjen mätare. Inga underarter finns listade i Catalogue of Life.